# Liste de jeux vidéo Monster High
Les jeux vidéo Monster High forment une série de jeux vidéo basée sur la ligne de poupées mannequins du même nom.

## Monster High: Ghoul Box
Monster High: Ghoul Box est sorti en 2011 sur iOS, édité par Mattel.

## Monster High: Lycée d'enfer
Monster High : Lycée d'enfer (Monster High: Ghoul Spirit) est sorti en 2011 sur Nintendo DS-DSi et Wii, développé par ImaginEngine et THQ.
- Jeuxvideo.com : 8/20 (Wii)[1] - 6/20 (DS)[2]

## Monster High: Finders Creepers
Monster High: Finders Creepers est sorti en 2012 sur iOS, édité par Mattel.

## Monster High: Course de Rollers Incroyablement Monstrueuse
Monster High : Course de Rollers Incroyablement Monstrueuse (Monster High: Skultimate Roller Maze) est sorti en 2012 sur Nintendo DS-DSi, Nintendo 3DS et Wii, développé par Game Machine Studios et Little Orbit.
- Jeuxvideo.com : 4/20[3]

## Monster High: 13 Souhaits
Monster High : 13 Souhaits (Monster High: 13 Wishes) est sorti en 2013 sur Nintendo DS, Nintendo 3DS, Wii et Wii U, développé par Game Machine Studios et Little Orbit. Il est adapté du long-métrage d'animation du même nom.

## Monster High: Ghouls and Jewels
Monster High: Ghouls and Jewels est sorti en 2014 sur iOS et Android, édité par Mattel.

## Monster High: Monster Maker
Monster High: Monster Maker est sorti en 2014 sur iOS, édité par Animoca.

## Une nouvelle élève à Monster High
Une nouvelle élève à Monster High (Monster High: New Ghoul in School) est sorti en 2015 sur Nintendo 3DS, Wii, Wii U (également sur eShop), PlayStation 3, Xbox 360 et PC (Steam), développé par Torus Games et Little Orbit. Il est adapté du long-métrage d'animation du même nom.

## Frightful Fashion
Frightful Fashion est sorti en 2015 sur IOS, édité par Budge Studios.

## Minis Mania
Minis Mania est sorti en 2016 sur iOS et Android, édité par Mattel.

## Monster High: Beauty Shop
Monster High: Beauty Shop est sorti en 2017 sur iOS et Android, édité par Crazy Labs.

## Monster High: Skulltimate Secrets
Monster High: Skulltimate Secrets est un jeu sorti le 30 octobre 2024, il est disponible sur Nintendo Switch (également sur eshop), Playstation 4, Playstation 5, XBOX Series et PC (Steam), développé par Outright Games. Il est adapté des lines de poupées du même nom.

## Monster High Fangtastic Life
Monster High Fangtastic Life est sorti le 16 décembre 2024 sur iOS et Android, édité par Budge Studio.

Notes et références
1. ↑  Logan, Test du jeu Monster High : Lycée d'enfer (Wii), 27 octobre 2011, Jeuxvideo.com.
2. ↑  Logan, Test du jeu Monster High : Lycée d'enfer (DS), 2 novembre 2011, Jeuxvideo.com.
3. ↑  Logan, Test du jeu Monster High : Course de Rollers Incroyablement Monstrueuse, 3 janvier 2013, Jeuxvideo.com.